# Nicole Sabouné
Amanda Marina Nicole Sabouné (Sölvesborg, 23 maggio 1991) è una cantante svedese.

## Biografia
Miman (2015), secondo album in studio, è stato il primo LP della cantante a raggiungere la top ten della Sverigetopplistan. In precedenza, ha partecipato a The Voice, senza raggiungere le fasi finali.
Kismet (2023), quarto progetto in studio, le ha fatto guadagnare una nomination per il Grammis al rock dell'anno.

## Discografia

### Album in studio
- 2014 – Must Exist
- 2015 – Miman
- 2021 – Attachment Theory
- 2023 – Kismet

### EP
- 2019 – Come My Love

### Singoli
- 2012 – Unseen Footage from a Forthcoming Funeral
- 2013 – Conquer or Suffer
- 2014 – Win This Life
- 2014 – I Surrender
- 2019 – Nowhere to Go
- 2020 – Come My Love
- 2021 – Simple Life (con Elias)
- 2021 – Hard to Breathe
- 2021 – Memories
- 2023 – Stop Loving Me
- 2023 – Where Did You Go?
- 2023 – I Got It All